# Dasyhelea larundae
Dasyhelea larundae är en tvåvingeart som beskrevs av Meillon 1936. Dasyhelea larundae ingår i släktet Dasyhelea och familjen svidknott. Inga underarter finns listade i Catalogue of Life.